# LNER A1形蒸気機関車 (ペパコーン)

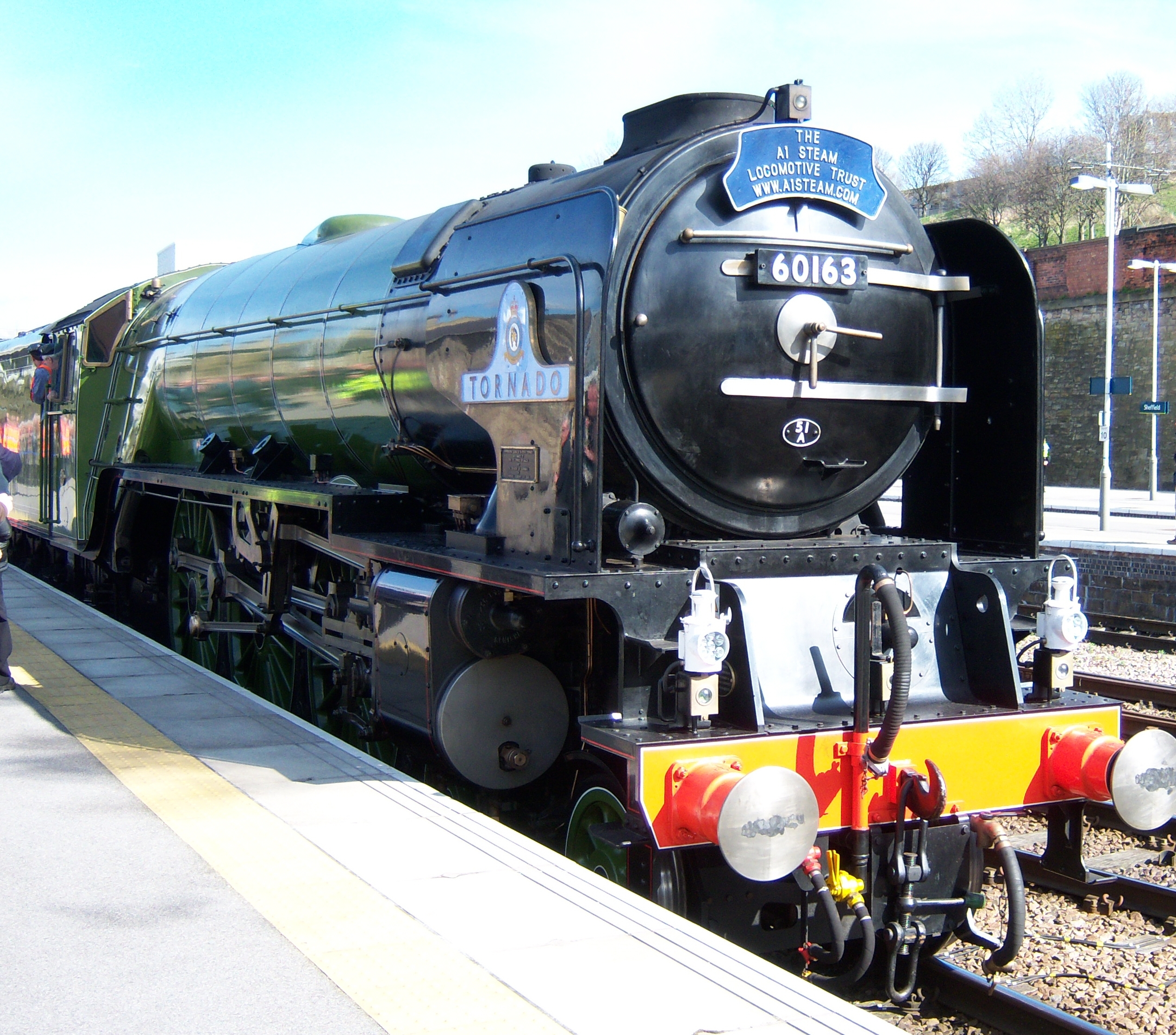
シェンフィールド駅に停車中のA1形60163号機「トルネード」（2009年3月29日）

A1形（Class A1）は、ロンドン・アンド・ノース・イースタン鉄道(LNER)のアーサー・ペパコーン(Arthur Peppercorn)が設計した蒸気機関車である。LNERの国有化後の1948年から1949年にかけてドンカスター工場及びダーリントン工場において49両が生産された。ナイジェル・グレズリー設計のA1形とは別物である。
本形式は全て廃車されたが、2008年12月に愛好家たちによって同形式の蒸気機関車が新規製造され、その一両のみの保存となっている。

## 概要
旅客用機関車では最強力である出力階級8Pに区分され、ロンドンを起点にエジンバラを経てアバディーンへ至る東海岸本線の重量旅客列車（15両編成、550トン）の牽引を目的として設計された。本形式はこの重量級の旅客列車を平坦地において95 - 110 km/h で牽引可能であった。
車軸配置は4-6-2のパシフィック形で、3シリンダー駆動である。左右シリンダーが第2動輪、中央シリンダーが第1動輪を駆動する分割駆動方式を採用している。動弁機構はペパコーンの師匠であるナイジェル・グレズリーを反面教師に前任者であるトンプソンの方針を汲み、各シリンダ独立のワルシャート式である。第二次世界大戦直後で低下していた炭質に対応し、ボイラはA4形を上回る火格子面積を持った広火室の手焚きで、ダブル・キルシャップ型ブラストパイプを備える。フレームは板台枠で､動輪支持は下ばね式である。旧来の英国製蒸機の多くは電気装備をほとんど持っていなかったが、本形式ではサザン鉄道のマーチャント・ネイビー級等と同様に、照明装置や補機電源として蒸気タービン発電機が装備された。
本形式は整備の手間がかからない機関車として重宝され、特に60153 - 60157の5両は動輪軸受けにローラーベアリングを採用したため、整備周期を12万マイル毎まで延伸できた。度々160 km/hを超える優秀な動力性能を発揮した一方、特徴的な走行特性として高速時の首振り傾向が有った。この主原因は、B1形の先台車を設計変更せずに本形式へ流用したため、台車芯皿の横動を復元する板ばねが過度に柔らかく、不適切なためであった。後年ばね定数を増加する改造が行われ、走行性能は他の旅客用機並に改善された。
非常に似た車両に、同じくペパコーンの設計による､動輪径が小さく牽引力はより大きいA2形が挙げられる。A2形は60532号機「ブルーピーター」（Blue Peter）が本線運転可能な状態で保存（動態保存）されている。
本来は引退後も現存したニューカッスル・ヨーク間の最終列車を牽引したNo.60145「セント・ムンゴ」が保存される予定だったが、資金不足により解体。これにより、49両いたうちの全車が解体されペパコーンA1型は形式消滅してしまった。

## 新製プロジェクト

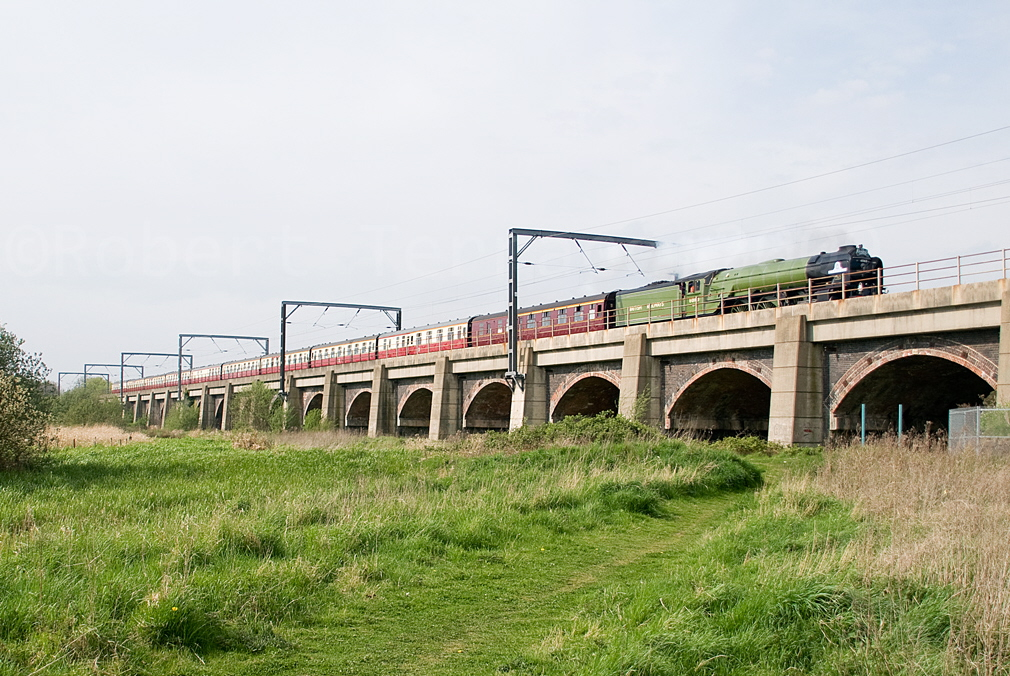
トップ・ギアの企画で走行中のA1形60163号機「トルネード」（ドンカスター近郊、2009年4月25日撮影)

1991年より愛好家団体A1 Steam Locomotive Trustによって、50番目の車両を新製するプロジェクトがスタートした。この車両はトルネード（Tornado）と命名され、1949年に作られたA1形最後の60162号機「セントジョンスタウン」に続く60163の番号を与えられた。
トルネードの新製プロジェクトでは、国立鉄道博物館に保管されていたA1形の図面を基に、A1形を忠実に復元するプロジェクトではなく、A1形のあるべき姿を追求する形で進められた。そのためプロジェクトに先立ち、リビオ・ダンテ・ポルタの修正案も一部採用されるなど原設計に忠実に製造された訳ではなく、現役中に発生した不具合への修正が加えられている。また、ボイラーのリベットによる組立のように、イギリスの現行法では製造できない工法を用いた部品については、溶接に変更するなど現在適用可能な工法が用いられている。更に、安全に関係する装置に関しても現代のイギリス主要幹線を走行するのに必要な装置が追加されている。
2008年12月に機関車は完成し、ショップグレイと呼ばれる新製車専用の灰色塗装をされて工場を出場した。現在はA1形現役当時同様のアップルグリーンの塗装が施されている。なお、ショップグレイでの出場は蒸気機関車全盛時代には公式完成写真の撮影時に細部を分かりやすく写真に残す事を目的に一般的に行われていた。
後に、イベント限定で数日間だけLNER特有の濃青色に塗装されている。
BBCの自動車番組トップ・ギアのSeries13 Episode1（2009年）では、A1形60163号機に乗務する運転士や、給水中の様子などが放送されている（現在はDVDで入手可能）。なお、同番組では司会者のジェレミー・クラークソンがA1形60163号機に同乗している。